# Giao diện dòng lệnh

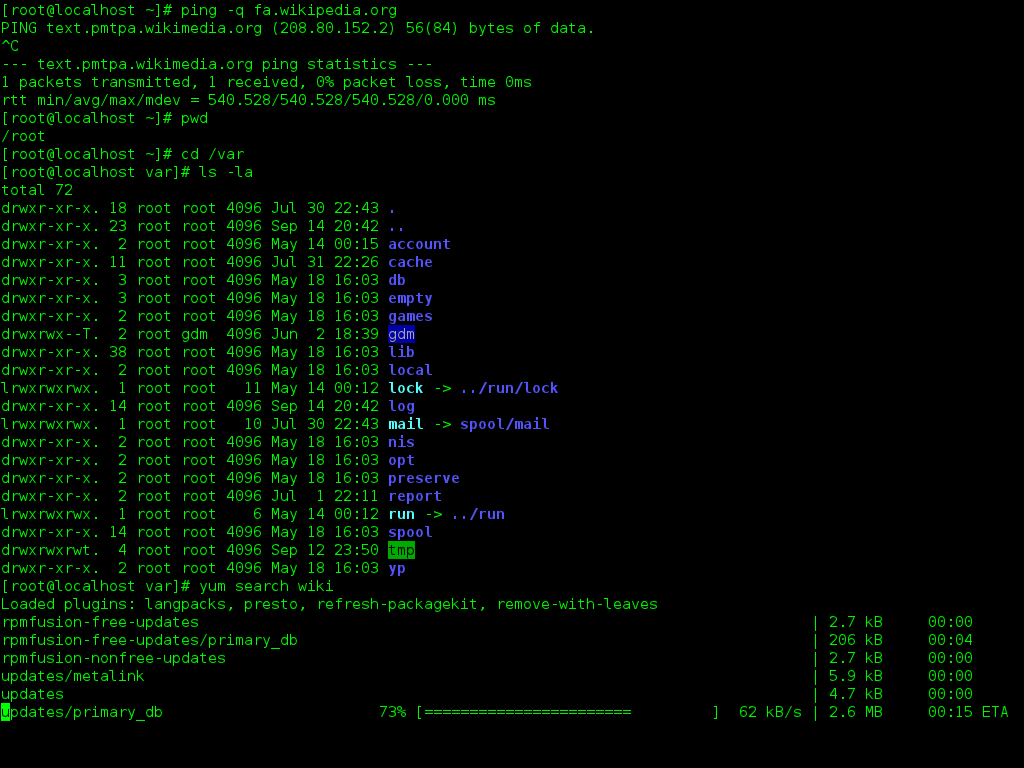
Ảnh chụp màn hình của một phiên Bash mẫu trong GNOME Terminal 3, Fedora 15

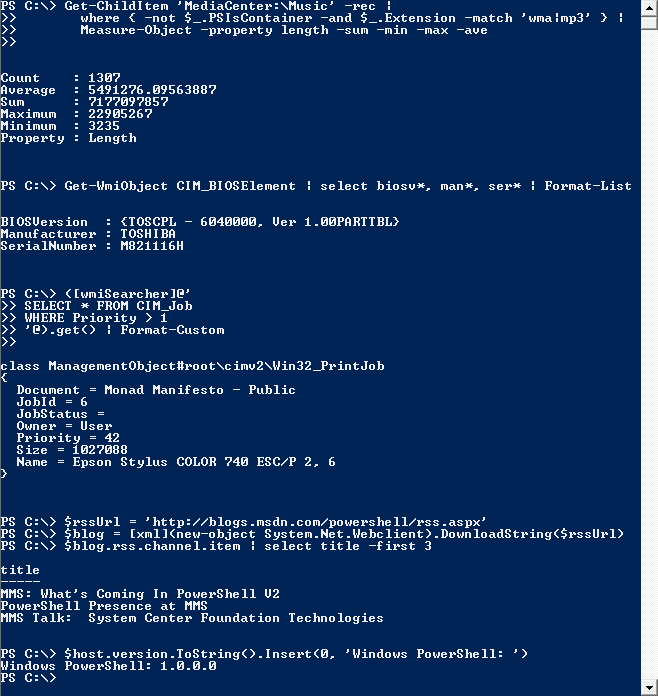
Ảnh chụp màn hình của Windows PowerShell 1.0, chạy trên Windows Vista

Giao diện dòng lệnh (tiếng Anh: command-line interface – CLI) là phương tiện tương tác với chương trình máy tính nơi người dùng (hay máy khách) đưa ra lệnh cho chương trình dưới dạng các các dòng văn bản (dòng lệnh) liên tiếp. Chương trình xử lý giao diện được gọi là trình thông dịch dòng lệnh (command-line interpreter) hay trình xử lý dòng lệnh (command-line processor), hay shell.
CLI là phương tiện tương tác chính với hầu hết các hệ thống máy tính trên thiết bị đầu cuối máy tính vào giữa những năm 1960, và tiếp tục được sử dụng trong suốt những năm 1970 và 1980 trên các OpenVMS, hệ thống Unix và hệ thống máy tính cá nhân bao gồm MS-DOS, CP/M và Apple DOS. Giao diện thường được thực hiện với shell dòng lệnh, đây là chương trình chấp nhận các lệnh làm kiểu nhập văn bản và chuyển đổi các lệnh thành các chức năng của hệ điều hành thích hợp.
Ngày nay, nhiều người dùng cuối hiếm khi sử dụng giao diện dòng lệnh và thay vào đó dựa vào giao diện người dùng đồ họa (graphical user interface) và các tương tác dựa trên menu. Tuy nhiên, nhiều nhà phát triển phần mềm, quản trị viên hệ thống và người dùng nâng cao vẫn phụ thuộc nhiều vào giao diện dòng lệnh để thực hiện các tác vụ hiệu quả hơn, định cấu hình máy của họ hoặc truy cập các chương trình và tính năng chương trình không có sẵn thông qua giao diện đồ họa.

## So sánh với giao diện người dùng đồ họa

Ảnh chụp màn hình CommandShell của Apple Computer trong A/UX 3.0.1

Giao diện dòng lệnh ta tương tác với hệ điều hành hoàn toàn bằng các câu lệnh, so với sử dụng giao diện thì nó hiệu quả hơn. Nhưng với người dùng cuối thì việc ghi nhớ các câu lệnh là một công việc khó khăn. Giao diện dòng lệnh cho phép ta thực hiện các công việc mà có thể giao diện người dùng đồ họa phải thao tác rất nhiều hay thậm chí không thể thực hiện được. Tính mạnh mẽ của giao diện dòng lệnh khiến nó chạy tốt hơn trên các máy tính có cấu hình yếu vì nó gần như không xử lý các đồ họa cho các cửa sổ.
Tuy nhiên, ưu điểm của giao diện dòng lệnh cũng thành nhược điểm so với giao diện người dùng đồ họa. Vì là các dòng lệnh nên nó rất khó khăn cho những người dùng thông thường, so với dòng lệnh và giao diện trực quan như nút nhấn, thanh cuộn,... vẫn có sức hút hơn với người dùng phổ thông.

## Operating system command-line interfaces
Giao diện dòng lệnh của hệ điều hành thường là các chương trình riêng biệt được cung cấp cùng với hệ điều hành.

## Cấu trúc lệnh
Cấu tạo của một lệnh của hệ điều hành thường thấy:
```
dấu nhắc lệnh tham_số_1 tham_số_2 tham_số_3 ... tham_số_N
```

Dấu nhắc: được tạo ra bởi chương trình nhằm cung cấp ngữ cảnh của người dùng
Lệnh: được người dùng nhập.
Tham số: tham số tùy chọn được người dùng đưa ra, tùy theo mỗi lệnh mà có các tham số khác nhau